# مترونوم

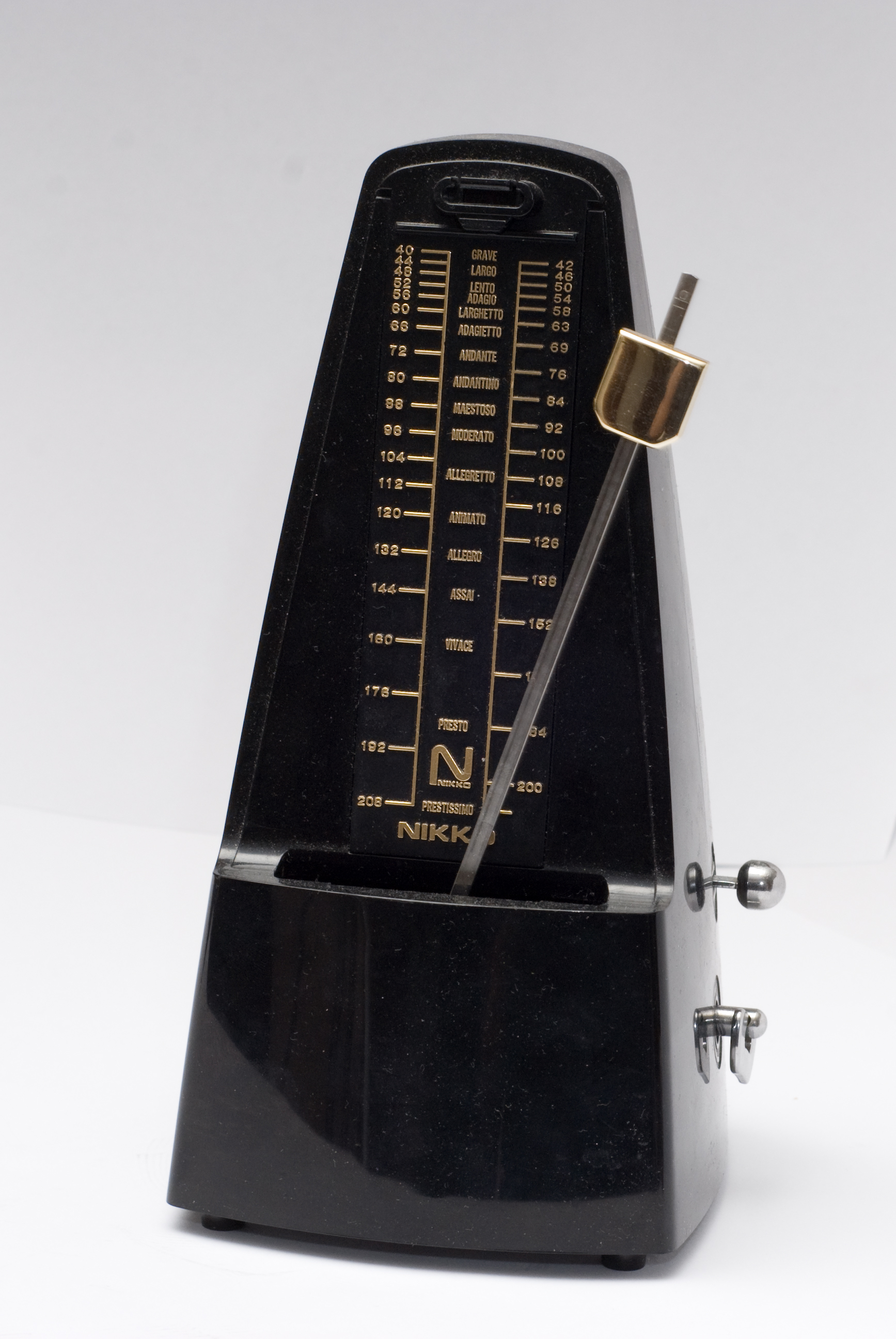
مترونوم مکانیکی

مترونوم (به فرانسوی: Métronome) اوّلین بار در سال ۱۸۱۴ میلادی به دستِ مخترعِ آلمانی یوهان مِلتسِل ساخته و معرّفی شد.
مترونوم یک ابزار تمرینیِ موسیقی ست که ضربات یک‌نواخت و پی‌درپی ایجاد می‌کند تا نوازندگان را در نگه‌داشتن ریتم یک قطعهٔ موسیقی یاری دهد. این ضربه‌ها با یکای ضرب در دقیقه (BPM) سنجیده می‌شوند. اغلب مترونوم‌ها قادرند ضرباتی در گسترهٔ ۳۵ تا ۲۵۰ ض.د. دق (ضرب در دقیقه) تولید کنند. رایج‌ترین مورد استفادهٔ مترونوم، کمک به حفظ سرعت (تمپو) و ضرباهنگ ضمن یادگیری و تمرین قطعات دشوار موسیقی است.
مترونوم نه تنها ریتم صحیح و بدون خطا و نوسانی را به نوازنده ارائه می‌کند بلکه دایرهٔ زمانی و محدودهٔ ضربی هریک از ریتم‌های مختلف از کندترین تا سریع‌ترین مانند لارگو (Largo)، آداجیو (Adagio)، آلِگرو (Allegro)، پرِستو (Presto) و غیره را در اختیار نوازنده می‌گذارد.
انواع آن عبارتند از: مترونوم دیجیتالی و مترونوم مکانیکی.